# 喜山蟾蜍
喜山蟾蜍（学名：Bufo himalayanus）为蟾蜍科蟾蜍属的两栖动物。分布于喜马拉雅山脉区域，包括印度，巴基斯坦和中国大陆西藏等地，多见于田边石下或石缝中、稻田以及泉水旁石下。其生存的海拔范围为1400至2780米。该物种的模式产地在喜马拉雅山。其种加词“himalayanus”意为“喜马拉雅山脉的”。

## 保护
本种于2023年被收录入《有重要生态、科学、社会价值的陆生野生动物名录》。